# نمبات
النُّمْبات (بالإنجليزية: Numbat)‏ (باللاتينية: Myrmecobius fasciatus) ويُعرَف بأسماءٍ أخرى منها آكل النمل المُخطَّط وآكل النمل الجرابي هو حيوان من الجرابيات يعيش في غربيِّ قارة أستراليا. كان هذا الحيوان منتشراً في مُعظم أنحاء جنوب أستراليا بالماضي، إلا أنَّه لم يعد يعيش الآن إلا بعدَّة مساحاتٍ منعزلة، ولذلك فهو يعتبر نوعاً مُهدَّداً بالانقراض. ثمَّة عددٌ من المشاريع البيئية التي تحاول حماية النُّمبات بما تبقَّى من موطنه الطبيعي.

## الانتشار والموئل
في الماضي، كان النُّمبات يعيش بمناطق كبيرة من جنوبي قارة أستراليا، تمتدُّ من أستراليا الغربية حتى نيوساوث ويلز. إلا أنَّ مناطق انتشاره أخدت بالتضاؤل بسرعةٍ مُنذ وصول المستوطنين الأوروبيِّين، حتى لم يعد للنوع وجودٌ إلى في بقعتين مُنعزلتين هُما غابة درياندرا ومحميَّة بورَب الطبيعيَّة، اللَّتين تقعان في غربي القارَّة. من جهة أخرى، نجحت بعض البرامج البيئية حديثاً بإعادة استقدام النمبات إلى بعض مناطق انتشاره السَّابقة في شرق أستراليا، قربَ نيوساوث ويلز.